# كارل هوفمان (صحفي)
كارل هوفمان (بالإنجليزية: Carl Hoffman)‏ هو صحفي أمريكي، ولد في 4 مايو 1960 في واشنطن العاصمة في الولايات المتحدة.